# F Puppis
F Puppis (F Pup) es una estrella en la constelación de Puppis, la popa del antiguo Navío Argos.
De magnitud aparente +5,25, se encuentra a 463 años luz del sistema solar.
Hace 3,7 millones de años —en el Plioceno— fue cuando estuvo a una menor distancia respecto a la Tierra, 126 años luz, alcanzando entonces su brillo magnitud +2,42.

## Características
F Puppis es una estrella blanca de la secuencia principal de tipo espectral A1V, clasificada también como A0V.
Al igual que el Sol, su energía proviene de la fusión de su hidrógeno interno, pero es considerablemente más caliente y luminosa que nuestra estrella.
Tiene una temperatura efectiva de 9060 K y su luminosidad es 121 veces superior a la luminosidad solar.
Sin embargo, parece estar terminando su etapa en la secuencia principal, siendo su luminosidad mayor que la de otras conocidas estrellas A1V como Merak (β Ursae Majoris) o α Lacertae.
Gira a una velocidad de rotación de al menos 48 km/s.
Posee una masa de 2,96 ± 0,05 masas solares y una edad aproximada de 675 millones de años.
F Puppis no debe ser confundida con f Puppis (HD 61330).